# Every Woman Dreams (Shanice-dal)
Az Every Woman Dreams című dal az amerikai R&B énekesnő első kimásolt kislemeze az Every Woman Dreams című stúdióalbumról, mely 2005-ben jelent meg. A dalt Flex Alexander, Shanice férje, valamint Cynthia Wilson írták. A dal nem volt túl sikeres, csupán a 62. helyig jutott a Billboard listán.

## Megjelenések
CD Single  Playtyme Music – 32475
1. Every Woman Dreams (Radio Edit) 3:52
2. Every Woman Dreams (Main) 4:29
3. Every Woman Dreams (TV Track) 4:29
4. Every Woman Dreams (Instrumental) 4:29

## Slágerlista
| Slágerlista (2005)                              | Legjobb helyezés |
| ----------------------------------------------- | ---------------- |
| U.S. Billboard Hot R&B/Hip-Hop Singles & Tracks | 62               |